# Cussac, Haute-Vienne
Cussac är en kommun i departementet Haute-Vienne i regionen Nouvelle-Aquitaine i västra Frankrike. Kommunen ligger i kantonen Oradour-sur-Vayres som tillhör arrondissementet Rochechouart. År 2022 hade Cussac 1 148 invånare.

## Befolkningsutveckling
Antalet invånare i kommunen Cussac
| Referens: INSEE |